# Stor-Daltjärnen, Ångermanland
Stor-Daltjärnen är en sjö i Örnsköldsviks kommun i Ångermanland och ingår i Gideälvens huvudavrinningsområde. Sjön har en area på 0,141 kvadratkilometer och ligger 238,8 meter över havet.